# Aglaomorpha acuminata
Aglaomorpha acuminata är en stensöteväxtart som först beskrevs av Carl Ludwig Willdenow och som fick sitt nu gällande namn av Peter Hans Hovenkamp.
Aglaomorpha acuminata ingår i släktet Aglaomorpha och familjen Polypodiaceae. Inga underarter finns listade i Catalogue of Life.